# Províncies del Perú

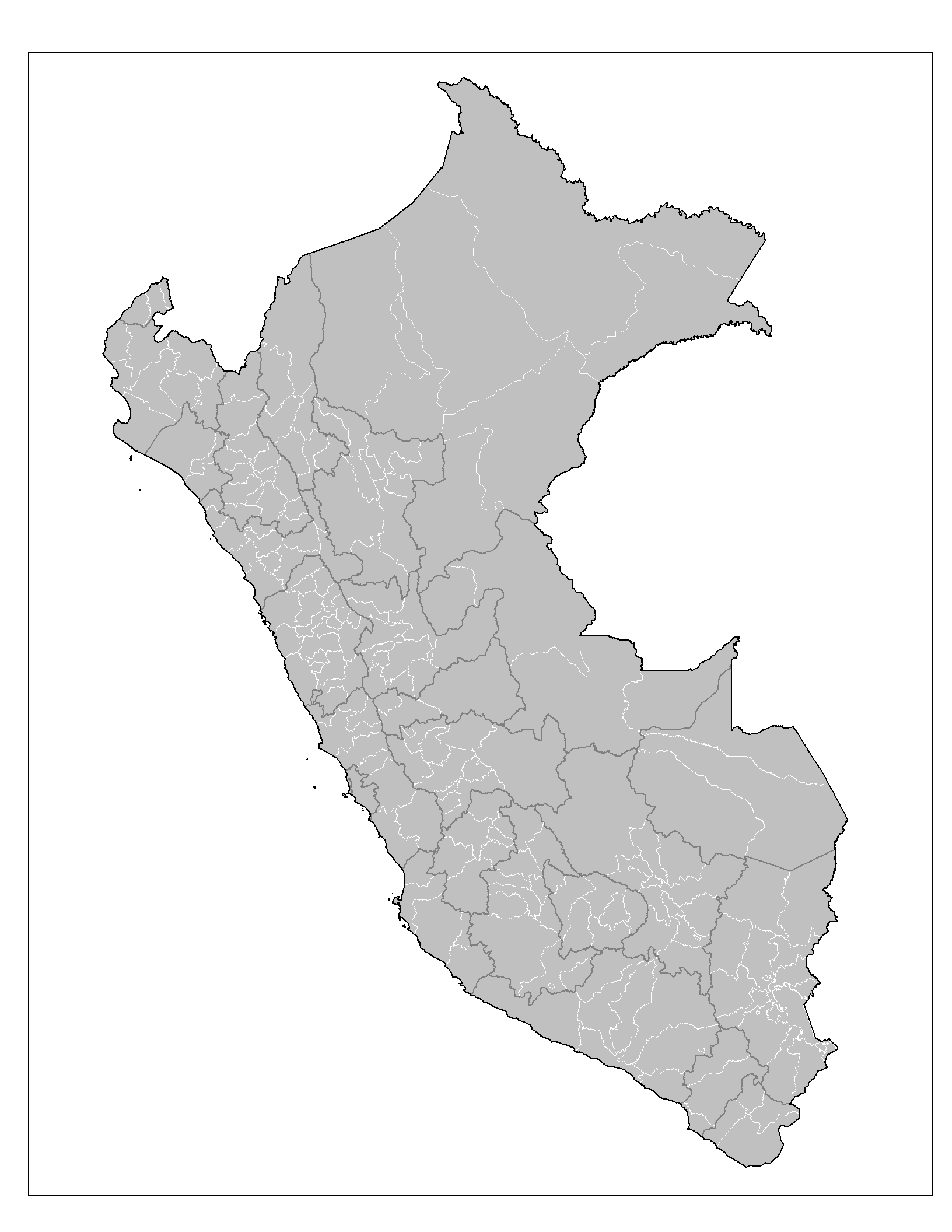
Mapa de les províncies peruanes

Les províncies del Perú són les subdivisions administratives de segon nivell del país. Es divideixen en districtes. Hi ha 195 Províncies al Perú, agrupades en 25 regions amb l'excepció de la província de Lima que no pertany a cap regió. Això fa una mitjana de 7 províncies per regió. La regió amb el menor nombre de províncies és Callao (una) i la regió amb més províncies és Ancash (vint).
Mentre les províncies amb poca població (Selva de l'Amazones) al Perú oriental tendeixen a ser grans, hi ha una concentració gran de províncies a l'àrea nord central del país. La província amb el nombre menor de districtes és la Província de Purus, amb només un districte. La província amb més districtes és la Província de Lima, amb 43 districtes. El nombre més comú de districtes per província és 8, un total de 29 províncies comparteixen aquest nombre de districtes.

## Llista
La taula a sota mostra totes les províncies amb les seves capitals i la regió en la qual estan situades. El codi UBIGEO identifica cada província. Les capitals marcades amb ∗ són també capital regional. Les províncies on és la capital de la regió tenen un codi d'UBIGEO que acaba en 01.
| Província                 | Regió         | Capital                   | Districtes | UBIGEO |
| ------------------------- | ------------- | ------------------------- | ---------- | ------ |
| Chachapoyas               | Amazonas      | Chachapoyas ∗             | 21         | 0101   |
| Bagua                     | Amazonas      | Bagua Capital             | 6          | 0102   |
| Bongará                   | Amazonas      | Jumbilla                  | 12         | 0103   |
| Condorcanqui              | Amazonas      | Santa María de Nieva      | 3          | 0104   |
| Luya                      | Amazonas      | Lámud                     | 23         | 0105   |
| Rodríguez de Mendoza      | Amazonas      | Mendoza                   | 12         | 0106   |
| Utcubamba                 | Amazonas      | Bagua Grande              | 7          | 0107   |
| Huaraz                    | Ancash        | Huaraz ∗                  | 12         | 0201   |
| Aija                      | Ancash        | Aija                      | 5          | 0202   |
| Antonio Raymondi          | Ancash        | Llamellín                 | 6          | 0203   |
| Asunción                  | Ancash        | Chacas                    | 2          | 0204   |
| Bolognesi                 | Ancash        | Chiquián                  | 15         | 0205   |
| Carhuaz                   | Ancash        | Carhuaz                   | 11         | 0206   |
| Carlos Fermín Fitzcarrald | Ancash        | San Luis                  | 3          | 0207   |
| Casma                     | Ancash        | Casma                     | 4          | 0208   |
| Corongo                   | Ancash        | Corongo                   | 7          | 0209   |
| Huari                     | Ancash        | Santo Domingo de Huari    | 16         | 0210   |
| Huarmey                   | Ancash        | Huarmey                   | 5          | 0211   |
| Huaylas                   | Ancash        | Caraz                     | 10         | 0212   |
| Mariscal Luzuriaga        | Ancash        | Piscobamba                | 8          | 0213   |
| Ocros                     | Ancash        | Ocros                     | 10         | 0214   |
| Pallasca                  | Ancash        | Cabana                    | 11         | 0215   |
| Pomabamba                 | Ancash        | Pomabamba                 | 4          | 0216   |
| Recuay                    | Ancash        | Recuay                    | 10         | 0217   |
| Santa                     | Ancash        | Chimbote                  | 9          | 0218   |
| Sihuas                    | Ancash        | Sihuas                    | 10         | 0219   |
| Yungay                    | Ancash        | Yungay                    | 8          | 0220   |
| Abancay                   | Apurímac      | Abancay ∗                 | 9          | 0301   |
| Andahuaylas               | Apurímac      | Andahuaylas               | 19         | 0302   |
| Antabamba                 | Apurímac      | Antabamba                 | 7          | 0303   |
| Aymaraes                  | Apurímac      | Chalhuanca                | 17         | 0304   |
| Cotabambas                | Apurímac      | Tambobamba                | 6          | 0305   |
| Chincheros                | Apurímac      | Chincheros                | 8          | 0306   |
| Grau                      | Apurímac      | Chuquibambilla            | 14         | 0307   |
| Arequipa                  | Arequipa      | Arequipa ∗                | 29         | 0401   |
| Camaná                    | Arequipa      | Camaná                    | 8          | 0402   |
| Caravelí                  | Arequipa      | Caravelí                  | 13         | 0403   |
| Castilla                  | Arequipa      | Aplao                     | 14         | 0404   |
| Caylloma                  | Arequipa      | Chivay                    | 19         | 0405   |
| Condesuyos                | Arequipa      | Chuquibamba               | 8          | 0406   |
| Islay                     | Arequipa      | Mollendo                  | 6          | 0407   |
| La Unión                  | Arequipa      | Cotahuasi                 | 11         | 0408   |
| Huamanga                  | Ayacucho      | Ayacucho ∗                | 15         | 0501   |
| Cangallo                  | Ayacucho      | Cangallo                  | 6          | 0502   |
| Huanca Sancos             | Ayacucho      | Huanca Sancos             | 4          | 0503   |
| Huanta                    | Ayacucho      | Huanta                    | 8          | 0504   |
| La Mar                    | Ayacucho      | San Miguel                | 8          | 0505   |
| Lucanas                   | Ayacucho      | Puquio                    | 21         | 0506   |
| Parinacochas              | Ayacucho      | Coracora                  | 8          | 0507   |
| Páucar del Sara Sara      | Ayacucho      | Pausa                     | 10         | 0508   |
| Sucre                     | Ayacucho      | Querobamba                | 11         | 0509   |
| Víctor Fajardo            | Ayacucho      | Huancapi                  | 12         | 0510   |
| Vilcas Huamán             | Ayacucho      | Vilcashuamán              | 8          | 0511   |
| Cajamarca                 | Cajamarca     | Cajamarca ∗               | 12         | 0601   |
| Cajabamba                 | Cajamarca     | Cajabamba                 | 4          | 0602   |
| Celendín                  | Cajamarca     | Celendín                  | 12         | 0603   |
| Chota                     | Cajamarca     | Chota                     | 19         | 0604   |
| Contumazá                 | Cajamarca     | Contumazá                 | 8          | 0605   |
| Cutervo                   | Cajamarca     | Cutervo                   | 15         | 0606   |
| Hualgayoc                 | Cajamarca     | Bambamarca                | 3          | 0607   |
| Jaén                      | Cajamarca     | Jaén                      | 12         | 0608   |
| San Ignacio               | Cajamarca     | San Ignacio               | 7          | 0609   |
| San Marcos                | Cajamarca     | San Marcos                | 7          | 0610   |
| San Miguel                | Cajamarca     | San Miguel de Pallaques   | 13         | 0611   |
| San Pablo                 | Cajamarca     | San Pablo                 | 4          | 0612   |
| Santa Cruz                | Cajamarca     | Santa Cruz de Succhubamba | 11         | 0613   |
| Callao                    | Callao        | Callao ∗                  | 6          | 0701   |
| Cusco                     | Cusco         | Cusco ∗                   | 8          | 0801   |
| Acomayo                   | Cusco         | Acomayo                   | 7          | 0802   |
| Anta                      | Cusco         | Anta                      | 9          | 0803   |
| Calca                     | Cusco         | Calca                     | 8          | 0804   |
| Canas                     | Cusco         | Yanaoca                   | 8          | 0805   |
| Canchis                   | Cusco         | Sicuani                   | 8          | 0806   |
| Chumbivilcas              | Cusco         | Santo Tomás               | 8          | 0807   |
| Espinar                   | Cusco         | Espinar                   | 8          | 0808   |
| La Convención             | Cusco         | Quillabamba               | 10         | 0809   |
| Paruro                    | Cusco         | Paruro                    | 9          | 0810   |
| Paucartambo               | Cusco         | Paucartambo               | 6          | 0811   |
| Quispicanchi              | Cusco         | Urcos                     | 12         | 0812   |
| Urubamba                  | Cusco         | Urubamba                  | 7          | 0813   |
| Huancavelica              | Huancavelica  | Huancavelica ∗            | 19         | 0901   |
| Acobamba                  | Huancavelica  | Acobamba                  | 8          | 0902   |
| Angaraes                  | Huancavelica  | Lircay                    | 12         | 0903   |
| Castrovirreyna            | Huancavelica  | Castrovirreyna            | 13         | 0904   |
| Churcampa                 | Huancavelica  | Churcampa                 | 10         | 0905   |
| Huaytará                  | Huancavelica  | Huaytará                  | 16         | 0906   |
| Tayacaja                  | Huancavelica  | Pampas                    | 16         | 0907   |
| Huanuco                   | Huánuco       | Huanuco ∗                 | 11         | 1001   |
| Ambo                      | Huánuco       | Ambo                      | 8          | 1002   |
| Dos de Mayo               | Huánuco       | La Unión                  | 9          | 1003   |
| Huacaybamba               | Huánuco       | Huacaybamba               | 4          | 1004   |
| Huamalíes                 | Huánuco       | Llata                     | 11         | 1005   |
| Leoncio Prado             | Huánuco       | Tingo María               | 6          | 1006   |
| Marañón                   | Huánuco       | Huacrachuco               | 3          | 1007   |
| Pachitea                  | Huánuco       | Panao                     | 4          | 1008   |
| Puerto Inca               | Huánuco       | Puerto Inca               | 5          | 1009   |
| Lauricocha                | Huánuco       | Jesús                     | 7          | 1010   |
| Yarowilca                 | Huánuco       | Chavinillo                | 8          | 1011   |
| Ica                       | Ica           | Ica ∗                     | 14         | 1101   |
| Chincha                   | Ica           | Chincha Alta              | 11         | 1102   |
| Nazca                     | Ica           | Nazca                     | 5          | 1103   |
| Palpa                     | Ica           | Palpa                     | 5          | 1104   |
| Pisco                     | Ica           | Pisco                     | 8          | 1105   |
| Huancayo                  | Junín         | Huancayo ∗                | 28         | 1201   |
| Concepción                | Junín         | Concepción                | 15         | 1202   |
| Chanchamayo               | Junín         | La Merced                 | 6          | 1203   |
| Jauja                     | Junín         | Jauja                     | 34         | 1204   |
| Junín                     | Junín         | Junín                     | 4          | 1205   |
| Satipo                    | Junín         | Satipo                    | 8          | 1206   |
| Tarma                     | Junín         | Tarma                     | 9          | 1207   |
| Yauli                     | Junín         | La Oroya                  | 10         | 1208   |
| Chupaca                   | Junín         | Chupaca                   | 9          | 1209   |
| Trujillo                  | La Libertad   | Trujillo ∗                | 11         | 1301   |
| Ascope                    | La Libertad   | Ascope                    | 8          | 1302   |
| Bolívar                   | La Libertad   | Bolívar                   | 6          | 1303   |
| Chepén                    | La Libertad   | Chepén                    | 3          | 1304   |
| Julcán                    | La Libertad   | Julcán                    | 4          | 1305   |
| Otuzco                    | La Libertad   | Otuzco                    | 10         | 1306   |
| Pacasmayo                 | La Libertad   | San Pedro de Lloc         | 5          | 1307   |
| Pataz                     | La Libertad   | Tayabamba                 | 13         | 1308   |
| Sánchez Carrión           | La Libertad   | Huamachuco                | 8          | 1309   |
| Santiago de Chuco         | La Libertad   | Santiago de Chuco         | 8          | 1310   |
| Gran Chimú                | La Libertad   | Cascas                    | 4          | 1311   |
| Virú                      | La Libertad   | Virú                      | 3          | 1312   |
| Chiclayo                  | Lambayeque    | Chiclayo ∗                | 20         | 1401   |
| Ferreñafe                 | Lambayeque    | Ferreñafe                 | 6          | 1402   |
| Lambayeque                | Lambayeque    | Lambayeque                | 12         | 1403   |
| Lima                      | autònoma      | Lima ∗                    | 43         | 1501   |
| Huaura                    | Lima          | Huacho ∗                  | 12         | 1508   |
| Barranca                  | Lima          | Barranca                  | 5          | 1502   |
| Cajatambo                 | Lima          | Cajatambo                 | 5          | 1503   |
| Canta                     | Lima          | Canta                     | 7          | 1504   |
| Cañete                    | Lima          | San Vicente de Cañete     | 16         | 1505   |
| Huaral                    | Lima          | Huaral                    | 12         | 1506   |
| Huarochirí                | Lima          | Matucana                  | 32         | 1507   |
| Oyón                      | Lima          | Oyón                      | 6          | 1509   |
| Yauyos                    | Lima          | Yauyos                    | 33         | 1510   |
| Maynas                    | Loreto        | Iquitos ∗                 | 13         | 1601   |
| Alto Amazonas             | Loreto        | Yurimaguas                | 6          | 1602   |
| Loreto                    | Loreto        | Nauta                     | 5          | 1603   |
| Mariscal Ramón Castilla   | Loreto        | Caballococha              | 4          | 1604   |
| Requena                   | Loreto        | Requena                   | 11         | 1605   |
| Ucayali                   | Loreto        | Contamana                 | 6          | 1606   |
| Dátem del Marañón         | Loreto        | San Lorenzo               | 6          | 1607   |
| Tambopata                 | Madre de Dios | Puerto Maldonado ∗        | 4          | 1701   |
| Manu                      | Madre de Dios | Salvación                 | 4          | 1702   |
| Tahuamanu                 | Madre de Dios | Iñapari                   | 3          | 1703   |
| Mariscal Nieto            | Moquegua      | Moquegua ∗                | 6          | 1801   |
| General Sánchez Cerro     | Moquegua      | Omate                     | 11         | 1802   |
| Ilo                       | Moquegua      | Ilo                       | 3          | 1803   |
| Pasco                     | Pasco         | Cerro de Pasco ∗          | 13         | 1901   |
| Daniel Alcídes Carrión    | Pasco         | Yanahuanca                | 8          | 1902   |
| Oxapampa                  | Pasco         | Oxapampa                  | 7          | 1903   |
| Piura                     | Piura         | Piura ∗                   | 9          | 2001   |
| Ayabaca                   | Piura         | Ayabaca                   | 10         | 2002   |
| Huancabamba               | Piura         | Huancabamba               | 8          | 2003   |
| Morropón                  | Piura         | Chulucanas                | 10         | 2004   |
| Paita                     | Piura         | Paita                     | 7          | 2005   |
| Sullana                   | Piura         | Sullana                   | 8          | 2006   |
| Talara                    | Piura         | Talara                    | 6          | 2007   |
| Sechura                   | Piura         | Sechura                   | 6          | 2008   |
| Puno                      | Puno          | San Carlos de Puno ∗      | 15         | 2101   |
| Azángaro                  | Puno          | Azángaro                  | 15         | 2102   |
| Carabaya                  | Puno          | Macusani                  | 10         | 2103   |
| Chucuito                  | Puno          | Juli                      | 7          | 2104   |
| El Collao                 | Puno          | Ilave                     | 5          | 2105   |
| Huancané                  | Puno          | Huancané                  | 8          | 2106   |
| Lampa                     | Puno          | Lampa                     | 10         | 2107   |
| Melgar                    | Puno          | Ayaviri                   | 9          | 2108   |
| Moho                      | Puno          | Moho                      | 4          | 2109   |
| San Antonio de Putina     | Puno          | Putina                    | 5          | 2110   |
| San Román                 | Puno          | Juliaca                   | 4          | 2111   |
| Sandia                    | Puno          | Sandia                    | 10         | 2112   |
| Yunguyo                   | Puno          | Yunguyo                   | 7          | 2113   |
| Moyobamba                 | San Martín    | Moyobamba ∗               | 6          | 2201   |
| Bellavista                | San Martín    | Bellavista                | 6          | 2202   |
| El Dorado                 | San Martín    | San José de Sisa          | 5          | 2203   |
| Huallaga                  | San Martín    | Saposoa                   | 6          | 2204   |
| Lamas                     | San Martín    | Lamas                     | 11         | 2205   |
| Mariscal Cáceres          | San Martín    | Juanjuí                   | 5          | 2206   |
| Picota                    | San Martín    | Picota                    | 10         | 2207   |
| Rioja                     | San Martín    | Rioja                     | 9          | 2208   |
| San Martín                | San Martín    | Tarapoto                  | 14         | 2209   |
| Tocache                   | San Martín    | Tocache                   | 5          | 2210   |
| Tacna                     | Tacna         | Tacna ∗                   | 10         | 2301   |
| Candarave                 | Tacna         | Candarave                 | 6          | 2302   |
| Jorge Basadre             | Tacna         | Locumba                   | 3          | 2303   |
| Tarata                    | Tacna         | Tarata                    | 8          | 2304   |
| Tumbes                    | Tumbes        | Tumbes ∗                  | 6          | 2401   |
| Contralmirante Villar     | Tumbes        | Zorritos                  | 3          | 2402   |
| Zarumilla                 | Tumbes        | Zarumilla                 | 4          | 2403   |
| Coronel Portillo          | Ucayali       | Pucallpa ∗                | 7          | 2501   |
| Atalaya                   | Ucayali       | Atalaya                   | 4          | 2502   |
| Padre Abad                | Ucayali       | Aguaytía                  | 3          | 2503   |
| Purus                     | Ucayali       | Esperanza                 | 1          | 2504   |

## Per població
| Província de                       | Població  | Regió       | Nom de la ciutat   | Districtes |
| ---------------------------------- | --------- | ----------- | ------------------ | ---------- |
| Lima                               | 7.605.742 | Lima        | Lima               | 43         |
| Província Constitucional de Callao | 876.877   | Callao      | Callao             | 6          |
| Arequipa                           | 864.250   | Arequipa    | Arequipa           | 29         |
| Trujillo                           | 811.979   | La Libertad | Trujillo           | 11         |
| Chiclayo                           | 757.452   | Lambayeque  | Chiclayo           | 20         |
| Piura                              | 665.991   | Piura       | Piura              | 9          |
| Maynas                             | 492.992   | Loreto      | Iquitos            | 13         |
| Huancayo                           | 466.436   | Junín       | Huancayo           | 28         |
| Santa                              | 396.434   | Ancash      | Chimbote           | 9          |
| Cusco                              | 367.791   | Cusco       | Cusco              | 8          |
| Coronel Portillo                   | 333.890   | Ucayali     | Pucallpa           | 7          |
| Ica                                | 321.332   | Ica         | Ica                | 14         |
| Cajamarca                          | 316.152   | Cajamarca   | Cajamarca          | 12         |
| Sullana                            | 287.680   | Piura       | Sullana            | 8          |
| Huanuco                            | 270.233   | Huanuco     | Huanuco            | 11         |
| Tacna                              | 262.731   | Tacna       | Tacna              | 10         |
| Lambayeque                         | 258.747   | Lambayeque  | Lambayeque         | 12         |
| San Román                          | 240.776   | Puno        | Juliaca            | 4          |
| Puno                               | 229.236   | Puno        | San Carlos de Puno | 15         |
| Huamanga                           | 221.469   | Ayacucho    | Ayacucho           | 15         |